# Henri Carolus
Henri Carolus  (* 14. Mai 1811 in Antwerpen; † 13. August 1867 in Rom) war ein belgischer Diplomat.

## Leben
Am 7. Juli 1840 begleitete Carolus als Legationssekretär Jean-Pierre-Christine Willmar an den Hof von Friedrich Wilhelm IV. in Berlin. Im August 1845 war er Geschäftsträger am Hof in Berlin. 1846 war er Generalkonsul in Darmstadt. Von Juni 1848 bis Ende Juli 1856 war er Botschaftsrat in Paris. Von Ende Juli 1856 bis 1. November 1859 war er Gesandter in Lissabon. Von 1. November 1859 bis 13. August 1867 war er Gesandter beim Heiligen Stuhl. 1860 berichtete Henri Carolus in einem Brief von der Ernennung des Belgiers Xavier de Mérode zum Kriegsminister von Pius IX.